# Atletiek op de Olympische Zomerspelen 2008 - 20 kilometer snelwandelen mannen
Het 20 kilometer snelwandelen voor mannen op de Olympische Spelen van 2008 in Peking vond plaats op 16 augustus op een wegparcours bij het Nationale Stadion van Peking, waar start en finish waren, over de Zhongzhouweg. De start vond om 9.00 uur in de ochtend plaats.

## Kwalificatie
Elk Nationaal Olympisch Comité mocht drie atleten afvaardigen die in de kwalificatieperiode (1 september 2006 tot 23 juli 2008) aan de A-limiet voldeden (1:23.00). Een NOC mag één atleet afvaardigen, die in dezelfde kwalificatieperiode aan de B-limiet voldeed (1:24.30).

## Medailles
| Goud   | Valeri Bortsjin | RUS |
| Zilver | Jefferson Pérez | ECU |
| Brons  | Jared Tallent   | AUS |

## Records
Voor dit onderdeel waren het wereldrecord en olympisch record als volgt.
| Wereldrecord     | 1:16.43 | Sergej Morozov      | RUS | Saransk | 8 juni 2008       |
| Olympisch record | 1:18.59 | Robert Korzeniowski | POL | Sydney  | 22 september 2000 |

## Uitslag
De volgende afkortingen worden gebruikt:
- DSQ Gediskwalificeerd
- PB Persoonlijke besttijd
- SB Beste seizoensprestatie
- ~ Waarschuwing voor verlies bodemcontact
- > Waarschuwing voor gebogen knie

| Plaats | Naam                       | Nationaliteit | Resultaat | Waarschuwingen | Opmerkingen |
| ------ | -------------------------- | ------------- | --------- | -------------- | ----------- |
| 1      | Valeri Bortsjin            | RUS           | 1:19.01   | ~              |             |
| 2      | Jefferson Pérez            | ECU           | 1:19.15   | ~              | SB          |
| 3      | Jared Tallent              | AUS           | 1:19.42   |                |             |
| 4      | Wang Hao                   | CHN           | 1:19.47   | ~              | PB          |
| 5      | Ivano Brugnetti            | ITA           | 1:19.51   | > >            | SB          |
| 6      | Luke Adams                 | AUS           | 1:19.57   |                |             |
| 7      | Francisco Javier Fernández | ESP           | 1:20.32   |                |             |
| 8      | Robert Heffernan           | IRL           | 1:20.36   | ~              |             |
| 9      | Luis Fernando López        | COL           | 1:20.59   | ~ ~            | SB          |
| 10     | Yafei Chu                  | CHN           | 1:21.17   | ~              |             |
| 11     | Yuki Yamazaki              | JPN           | 1:21.18   | ~ ~            | SB          |
| 12     | Juan Manuel Molina         | ESP           | 1:21.25   | ~ ~            |             |
| 13     | Benjamin Sanchez           | ESP           | 1:21.38   |                |             |
| 14     | Jose Bagio                 | BRA           | 1:21.43   | ~              | SB          |
| 15     | Eder Sánchez               | MEX           | 1:21.53   | ~              |             |
| 16     | Koichiro Morioka           | JPN           | 1:21.57   |                |             |
| 17     | Ilja Markov                | RUS           | 1:22.02   | >              |             |
| 18     | Giorgio Rubino             | ITA           | 1:22.11   |                |             |
| 19     | David Kimutai Rotich       | KEN           | 1:22.21   |                | SB          |
| 20     | Rolando Saquipay           | ECU           | 1:22.32   |                |             |
| 21     | Erik Tysse                 | NOR           | 1:22.43   |                |             |
| 22     | Ivan Trotski               | BLR           | 1:22.55   |                |             |
| 23     | Hyunsub Kim                | KOR           | 1:22.57   | >              |             |
| 24     | Andrii Kovenko             | UKR           | 1:22.59   |                |             |
| 25     | André Höhne                | GER           | 1:23.13   | ~ >            |             |
| 26     | Matej Tóth                 | SLO           | 1:23.17   | ~              |             |
| 27     | Hatem Ghoula               | TUN           | 1:23.44   |                |             |
| 28     | Dzianis Simanovich         | BLR           | 1:23.53   |                |             |
| 29     | Rafal Augustyn             | POL           | 1:24.25   | >              |             |
| 30     | Jimin Dong                 | CHN           | 1:24.34   | ~ ~            |             |
| 31     | James Rendon               | COL           | 1:24.41   |                |             |
| 32     | Joao Vieira                | POR           | 1:25.05   |                |             |
| 33     | Chilsung Park              | KOR           | 1:25.07   | ~              |             |
| 34     | Hassanine Sebei            | TUN           | 1:25:23   |                |             |
| 35     | Marius Ziukas              | LTU           | 1:25:36   |                |             |
| 36     | David Mejia                | MEX           | 1:26:45   | ~ ~            |             |
| 37     | Jean Jacques Nkouloukidi   | ITA           | 1:26.53   |                |             |
| 38     | Andres Chocho              | ECU           | 1:27:09   |                |             |
| 39     | Allan Segura               | CRC           | 1:27:10   |                |             |
| 40     | Juan Manuel Cano           | ARG           | 1:27:17   |                |             |
| 41     | Predrag Filipovic          | SRB           | 1:28:15   | ~              |             |
| 42     | Rustam Kuvatov             | KAZ           | 1:28:25   |                |             |
| 43     | Kevin Eastler              | USA           | 1:28:44   |                |             |
| 44     | Siarhei Charnou            | BLR           | 1:29:38   |                |             |
| 45     | Sergio Vieira              | POR           | 1:29:51   | ~              |             |
| 46     | Jakub Bogdan Jelonek       | POL           | 1:30:37   |                |             |
| 47     | Fedosei Ciumacenco         | MDA           | 1:31:37   | >              |             |
| 48     | Mohamed Ameur              | ALG           | 1:32:11   | > >            |             |
| 49     | Recep Celik                | TUR           | 1:32:54   |                |             |
| –      | Chris Erickson             | AUS           | DSQ       | ~ ~ >          |             |
| –      | Takayuki Tanii             | JPN           | DSQ       | ~ ~ ~          |             |